# Éric Lacroix
Pour les articles homonymes, voir Lacroix et Éric Lacroix (homonymie).
Éric Lacroix, né le 8 décembre 1965 à Chartres en France, est un athlète français ancien membre de l’équipe de France de courses de montagne, organisateur de courses et entraîneur national. Il est spécialisé dans le trail et le marathon.

## Biographie
Il est professeur agrégé d’éducation physique  et sportive de classe exceptionnelle, directeur du SUAPS  à l'Université de La Réunion. Titulaire d’un master en histoire contemporaine, il est également entraîneur fédéral d’athlétisme (demi-fond) et entraîneur national hors stade (3e degré). Il a été l'entraîneur national du team Asics en trail jusqu'en 2014.
Il a entraîné de 2006 à 2020 des grands noms de la course de montagne et du trail comme Thomas Lorblanchet, Xavier Thévenard, Émilie Lecomte, Yoann Stuck, Andrea Huser, Diego Pazos, Seb Camus, Raymond Fontaine, Clément Petitjean, Benoît Girondel, Nathalie Mauclair, Arthur Joyeux Bouillon, Vivien Laporte.
Depuis 2020, il s'intéresse à la préparation mentale, sous toutes ses formes (diplôme d'accompagnant mental avec la société Trans Faire) et aux neurosciences (diplômé BMO niveau 2). Il intervient comme coach mental et conférencier auprès des particuliers, sportifs et des entreprises.
Il est aussi consultant sportif sur grands événements comme le Grand Raid de La Réunion, ou l'UTMB et conférencier sur divers thèmes relié au sport santé, au plaisir, l'addiction et au sport extrême.
Il a collaboré également à la création et à l'organisation de courses à l’île Maurice, à Rodrigues et à la Réunion.

## Palmarès

### Marathons
| Année | Compétition                              | Lieu           | Place | Épreuve   | Temps           |
| ----- | ---------------------------------------- | -------------- | ----- | --------- | --------------- |
| 1986  | Championnats de France de 25 km (espoir) | Moussy-le-Neuf | 1er   | 25 km     | 1 h 26 min 09 s |
| 1992  | Marathon                                 | Neuf-Brisach   | 1er   | 42,195 km | 2 h 25 min 49 s |
| 1993  | Marathon de La Rochelle                  | La Rochelle    | 3e    | 42,195 km | 2 h 21 min      |
| 1995  | Marathon de New York                     | New York       | 41e   | 42,195 km | 2 h 23 min      |
| 1996  | Championnats de France de marathon       | Paris          | 10e   | 42,195 km | 2 h 18 min 52 s |
| 1997  | Marathon de Nouméa                       | Nouméa         | 7e    | 42,195 km | 2 h 30 min      |
| 1999  | Marathon de New York                     | New York       | 50e   | 42,195 km | 2 h 25 min      |
| 2011  | Eko Marathon                             | Le Tampon      | 1er   | 42,195 km | 2 h 46 min 58 s |

### Courses de montagne
| Année | Compétition                                                          | Lieu                        | Place  | Épreuve | Temps            |
| ----- | -------------------------------------------------------------------- | --------------------------- | ------ | ------- | ---------------- |
| 1991  | Trophée mondial de course en montagne (parcours court)               | Zermatt                     | 21e    | 11,3 km | 58 min 11 s      |
| 1997  | Championnats de France de course en montagne                         | Espelette                   | 10e    |         |                  |
| 1998  | Championnats de France de course en montagne                         | Satillieu                   | 10e    |         |                  |
| 1999  | Championnats de France de course en montagne                         | Les Arcs                    | 7e     |         |                  |
| 2000  | Championnats de France de course en montagne                         | Willer-sur-Thur             | 9e     |         |                  |
| 2001  | Les gendarmes et les voleurs de temps                                | Ambazac                     | 1er    | 32 km   |                  |
| 2002  | Les gendarmes et les voleurs de temps                                | Ambazac                     | 1er    | 32 km   |                  |
| 2003  | Les gendarmes et les voleurs de temps                                | Ambazac                     | 1er    | 32 km   |                  |
| 2003  | Marathon du Mont-Blanc                                               | Chamonix                    | 1er    | 42 km   | 3h 21 min        |
| 2005  | Championnat de France de course de montagne                          | Mont Fourcat (Ariège)       | 1er V1 | 13 km   | 1 h 11 min       |
| 2005  | Championnat de la Réunion de course de montagne (Course du Géranium) | Saint-Paul                  | 1er    | 15 km   | 1 h 19 min 51 s  |
| 2006  | Kalla Nescafé                                                        | La Possession - Dos d'Âne   | 1er    | 17 km   | 1 h 31 min       |
| 2006  | Trans-Dimitile                                                       | Entre-Deux                  | 1er    |         | 2 h 54 min       |
| 2006  | Boucle du Pic Adam                                                   |                             | 1er    |         | 1 h 49 min 29 s  |
| 2006  | Boucle du Bassin Vital                                               | Saint-Paul                  | 1er    | 18,5 km | 1 h 27 min 57 s  |
| 2007  | Cross du Piton des Neiges                                            | Cilaos                      | 1er    |         | 1 h 54 min 06 s  |
| 2007  | Boucle du Pic Adam                                                   |                             | 1er    |         | 1 h 43 min 05 s  |
| 2007  | Grand Raid                                                           | La Réunion                  | 42e    | 148 km  | 31 h 14 min 13 s |
| 2010  | Course tangue                                                        | Plaine des cafres           | 5e     |         | 2 h 20 min 28 s  |
| 2010  | Trail de Rodrigues                                                   | Rodrigues                   | 2e     | 32 km   | 3 h 09 min 49 s  |
| 2015  | Championnat de France de course de montagne                          | Mont Revard (Aix les bains) | 2e V2  | 12 km   | 1 h 10 min 07 s  |
| 2018  | Championnat de France de course de montagne                          | Arrens-Marsous (Pyrénées)   | 1er M2 | 11 km   | 1 h 13 min 47 s  |
| 2019  | Championnat de France de trail court                                 | Méribel-Mottaret            | 3e M2  | 25 km   | 3 h 00 min 01 s  |

- 1991 à 1995 : membre de l’équipe de France de course en montagne, 2 fois vice-champion du monde par équipe en 1993 et 1994 en course de montagne
- Champion de la Réunion de Cross-country en 2005

## Records

### Piste
- 1 500 m : 3 min 58 s
- 3 000 m : 8 min 24 s 44

### Hors stade
- 10 km : 29 min 38 s
- 15 km : 46 min 12 s
- 20 km : 1 h 2 min 31 s
- Semi-marathon : 1 h 6 min 2 s
- Marathon : 2 h 18 min 52 s

## Clubs
- ES Moussy-le-Neuf (jusqu'en 1994)
- AS Leves (1995 - 1997)
- OC Chateaudun-Bonneval (1998 - 1999)
- VS Chartres (2000 - 2001)
- EA Saint-Quentin-en-Yvelines (2002 - 2003)
- VS Chartres (2004)
- Athletic Club de Saint-Paul (2005-2006)
- Déniv[10] (2008-2012)
- Racing Club de Saint-Denis (2012-2021)
- Réunion Université Club (depuis 2022)

## Teams
- Team New Balance France de 1991 à 1999
- Team Endurance Shop - Puma de 2000 à 2004
- Team Quechua de 2007 à 2008
- Team Salomon Réunion de 2009 à 2011
- Team ASICS France (Coach) 2012
- Team ADIDAS France (2015)
- Team COLUMBIA (2017)

## Publications
- Trail! Le manuel ultime, en collaboration avec Matthieu Forichon, Éditions Amphora, 2023  (ISBN 9782757605639)
- Trail!, l'envie de s'évader, le plaisir de s'entraîner, (2 tomes) en collaboration avec Matthieu Forichon, Éditions Amphora, 2018  (ISBN 978-2851809995)
- Guide d'entraînement à l'Ultra-Trail, Éditions Orphie, 2009  (ISBN 978-2877635059)
- Rédacteur pour le magazine Sentiers Sud, la revue de Trail de l'océan Indien (création en janvier 2017)
- « Testez vos capacités et progresser en trail », dans Esprit Trail no 25, septembre 2008
- « La course de montagne au lycée », Revue EPS no 326, juillet - août 2007
- « La revue Spiridon (1972 – 1989) : une revue humaniste, des journalistes partisans », Ouvrage Sport et presse (contribution), sous la direction d'Évelyne Combeau-Mari, Le Publieur, 2007.
- « Les femmes et la course à pied hors stade à La Réunion (1970-2004) : une reconnaissance difficile, une conquête réussie », Mémoire de Master avec une étude sur les relations entre l’athlétisme, la course hors stade et les femmes à la Réunion. Mémoire soutenu en octobre 2005 (E. Combeau-Mari., Y. Combeau, S. Fuma).
- Demi-fond court au Lycée : initiation culturelle et composantes méthodologiques pour l’apprentissage de l’élève », Revue EPS no 307, mai- juin 2004.
- « Athlétisme : de la pratique scolaire à un après l’école », Revue EPS no 232, 1991.
- Ancien collaborateur à la revue Endurance Magazine, Esprit Trail.

## Contributions et communications
- Contribution au DVD collectif « Entraîneur en athlétisme » créé par la Fédération Française d’Athlétisme. Écriture sur l’historique de la course hors stade et sur la course de montagne en France depuis 1970. Octobre 2009.
- Contributions d’articles pour le magazine national « Esprit Trail » : écriture de 6 articles depuis 2007 dont « Les jeunes et le trail ».
- Contribution à la réflexion et au travail sur la pratique athlétique dans le cadre du Groupe Ressource d’Orléans- Tours (2001-2004). Formalisation d’un CD-ROM : « L’athlétisme à l’école : pour un athlétisme formateur, accessible et motivant», diffusé à 16 000 exemplaires dans les collèges et lycées français en décembre 2006.
- Colloque national de la FFA, « Comment réussir sa saison de course en montagne ». Firminy, octobre 2003.
- Animateur et conférencier, en collaboration avec le CREPS de La Réunion 2012 : conférence avec Guillaume Millet sur « la pratique et les dangers de l’ultra trail ». 2013 : conférence avec Laurent Gergelé sur « les limites physiologiques de l’ultra trail ». 2014 : conférence avec Jeannick Brissewalter sur l’alimentation en trail. 2014 : conférence avec Grégoire MIillet sur « la pratique minimaliste de la course à pied, intérêts et limites » et collaboration à la formation de Blaise Dubois (Québec). 2015 : conférence avec Fred Grappe et Bertrand Baron sur les aspects psychologiques de la performance sportive. 2016 : conférence avec François Carré sur « les dangers de la sédentarisation et les enjeux liés à la pratique du trail running ». 2017: conférence avec Laurent Schmitt sur « acclimatement et acclimatation de l'athlète pour une meilleure performance sportive ».

## Titres honorifiques
- 2011: Remise de la médaille de bronze de la Fédération Française d’Athlétisme pour les projets effectués en course de montagne et en trail sur l’île de La Réunion.
- 2002 : Remise de la Médaille de bronze Jeunesse et Sport pour les projets socio-éducatifs effectués avec l’association CAP2L (association tournée vers la jeunesse et les projets sportifs en Eure-et-Loir).

## Télévision
Chaque année, et depuis 2008, il coprésente l'émission Canal Grand Raid sur Canalsat Réunion. Depuis 2013 il anime la web TV des courses du Mont-Blanc à Chamonix fin juin. Il anime également la web TV de l'Ultra-Trail du Mont Blanc depuis 2017.